# Ozon Travel
Ozon Travel — онлайн-сервис для бронирования авиа- и железнодорожных билетов, а также организации деловых поездок. Начал работу в 2009 году. Подключен к системам бронирования Sirena, Amadeus, Sabre и напрямую к сайтам крупных перевозчиков. Позволяет приобрести авиабилеты более 800 российских и международных авиакомпаний. Сервис входит в состав онлайн-платформы Ozon. В июне 2021 года сервис перестал развивать собственный сайт и приложение, стал частью маркетплейса Ozon и отказался от наценки на авиабилеты. Доступен в веб-версии на ozon.ru и в мобильном приложении Ozon на базе iOS и Android.
Имеет аккредитацию Международной ассоциации авиатранспорта (IATA) и Транспортной клиринговой палаты. По данным SimilarWeb за первую половину 2021 года, ежемесячная аудитория сайта — около 1 000 000 человек.

## История
Сервис начал работу 7 апреля 2009 года. Одно из первых ОТА (Online Travel Agency) в России. 18 февраля 2010 года Ozon вывел проект из бета-версии и объявил о запуске полноценного интернет-магазина путешествий. Генеральным технологическим партнером стала глобальная дистрибьюторская система Amadeus. На момент запуска Ozon Travel пользователи могли купить билеты более 100 авиакомпаний для поездок по России и 460 — для международных перелетов, а также забронировать номера в 50 000 отелей по всему миру.
В 2011 году функционал сервиса дополнился возможностью приобрести страхование для выезда за рубеж. В ноябре 2011 года Ozon Travel вместе с «РОСНО» начал продажу электронных страховых полисов, полностью оформленных через интернет, что стало новинкой на российском рынке. В 2013-м совместно «АльфаСтрахование» запустил проект по онлайн-страхованию пассажиров, передвигающихся на ж/д транспорте.
10 марта 2015 года у Ozon Travel появилось мобильное приложение.
В 2015 году Ozon Travel автоматизировал возврат билетов в личном кабинете на базе технологии ATC Refund. В 2016 году запустил технологию Fare Families, с помощью которой пользователи смогли получить расширенный доступ к предложениям по авиабилетам, подробно знакомиться с тарифами и видеть перечень услуг, включенных в цену перелета. В 2017 году появились опции предварительной оплаты багажа, выбора мест в салоне и заказа питания.
В 2020 году начал работу сервис «Ozon Командировки» для организации деловых поездок. Он позволил крупным и средним компаниям оформлять командировки полностью онлайн: покупать билеты, бронировать отели, находить трансфер и вести электронный документооборот.

## Объединение с Ozon
В июне 2021 года Ozon Travel стал частью маркетплейса Ozon и прекратил продажу билетов в собственном приложении и на сайте ozon.travel. Сервис продолжил продавать билеты более 800 авиакомпаний и ж/д билеты, предоставлять услуги по страхованию и организации командировок в рамках маркетплейса ozon.ru, в разделе Ozon Travel.
Интеграция с Ozon позволила сервису впервые на рынке российских онлайн тревел агентств отказаться от наценки на авиабилеты. Как пояснил генеральный директор Ozon Travel Михаил Осин, благодаря аудитории маркетплейса (около 80 млн пользователей в месяц в 2021 году) сервис избавился от затрат на рекламу, в результате чего смог предлагать билеты по ценам перевозчиков.
Источником дохода Ozon Travel остались платные услуги, например, сервисы поддержки путешественников с приоритетной обработкой запросов и возможностью вносить изменения в бронирования.

## Финансы и статистика
В 2011 году сайт посетили 12,7 млн человек — в 2,7 раза больше, чем годом ранее. Оборот Ozon Travel составил 3,2 млрд рублей и также вырос на фоне 2011-го — в 3,5 раза.
За первое полугодие 2012 года оборот сервиса увеличился на 131 % по сравнению с аналогичными данными за 2011-й и составил 2,8 млрд рублей. Самыми востребованными городами для перелетов по России стали Москва, Санкт-Петербург, Сочи, Калининград и Минеральные Воды. Среди зарубежных направлений лидировали Стамбул, Тель-Авив, Симферополь, Париж и Тиват.
В 2018-м аудитория сервиса составила 51,3 млн человек, оборот — 31,3 млрд рублей. За период Ozon Travel обработал 2 046 449 заказов и продал 3 225 421 билет. Средний чек за авиабилеты по России был равен 11 000 рублей, за рубеж — 26 000 рублей. Аналогичные показатели для ж/д перевозок — 4 000 и 6 200 рублей.

## Награды и премии
В 2011 году сервис получил «Премию Рунета» в номинации «Здоровье и отдых». Имеет награды Amadeus Partners Event 2019 и диплом «Сирена-Трэвел» за высокие достижения в области онлайн-продаж авиаперевозок.

## Рейтинги
В 2012 году Ozon Travel вышел на второе место в России по продажам авиабилетов (после Anywayanyday), занимая 7 % рынка, а исследовательская компания Phocuswright включила сервис в пятерку крупнейших онлайн-агентств России и Восточной Европы. В 2014 году Ozon Travel оказался на первом месте в рейтинге Транспортной клиринговой палаты, лидирующую позицию также занимал по итогам 2015 и 2017 годов.
Согласно исследованию туристического рынка Аналитическим центром НАФИ в 2016 году, Ozon Travel наряду с сервисом tutu.ru признаны наиболее известными среди россиян. По данным МГТС, Ozon Travel оказался на третьем месте по популярности среди компаний по поиску билетов и гостиниц у москвичей.